# TKh100
TKh100 - zbiorcze oznaczenie nietypowych normalnotorowych parowozów - tendrzaków o układzie osi C, stosowane przez Polskie Koleje Państwowe po 1945 roku. 
Do serii TKh100 zaliczono 65 różnych lokomotyw, głównie poniemieckich, pochodzących m.in. z nacjonalizowanych kolei lokalnych. Do serii tej zaliczano omyłkowo też pojedyncze lokomotywy przedwojennych serii TKh1, TKh12, TKh17 (jako TKh100-34), a także byłych kolei zębatych o układzie osi C1.
Obecnie noszą je dwie lokomotywy będące eksponatami:
- TKh100-45 wystawiony w Muzeum Kolejnictwa w Kościerzynie
- TKh100-51 w Skansen taboru kolejowego w Chabówce

Lokomotywy te zostały wyprodukowane w dwóch różnych fabrykach na terenie Niemiec w okresie międzywojennym.

## Lista
- TKh100-34 - dawny TKh17-11 (austr. 66.28), serii kkStB 66 (KNFB X), prod. StEG, 1906 (nr 3310)[3]
- TKh100-45 - dawny przemysłowy, typu Hannibal, prod. Krupp, 1938 (nr 1770)[4]
- TKh100-49 – dawny parowóz Glückauf kolei regionalnej Kamieniec Ząbkowicki - Złoty Stok, odpowiadający pruskiej serii T 3 (TKh1), produkcji Linke-Hofmann[5]
- TKh100-51 - dawny kolei regionalnych, typu ELNA 4, prod. Orenstein & Koppel, 1928 (nr 11688)[2]
- TKh100-54 - dawny niemiecki 89 911, wcześniej z Prignitzer Eisenbahn (PE), typu ELNA 4H, prod. Linke-Hofmann, 1925 (nr 3061)[6]